# Baubles, Bangles and Beads
Baubles, Bangles and Beads ist ein Lied von Robert Wright und Chet Forrest (Text) aus dem Jahr 1953, basierend auf einer Komposition von Alexander Borodin von 1881.
Baubles, Bangles and Beads basiert auf dem Scherzo aus Alexander Borodins 2. Streichquartett in D-Dur von 1881, das von den Broadway-Songwritern Robert Wright (1914–2005) und George Forrest (1915–1999) im Jahr 1953 für deren Revue Kismet bearbeitet wurde. Auch alle anderen Titel der Show stammten ursprünglich von Borodin; in diesem Fall handelt es sich um das zweite Thema aus dem zweiten Satz des Streichquartetts. Die Kismet-Interpretation übernahm den 3/4-Walzer-Rhythmus des Originals; spätere Interpreten aus dem Bereich der populären Musik gingen zu einem Viervierteltakt-Rhythmus über. Im Jazz, wo der Titel zu einem Jazzstandard wurde, waren viele Musiker von der betörenden Melodie und seinen modernen harmonischen Strukturen angezogen. Die vertraute AA'BA+Coda Struktur des Songs bekam ihre Energie aus einem Wechsel der Tonart in jedem Abschnitt.
Einen großen Erfolg hatte die Version des Songs, die 1954 von Peggy Lee eingespielt wurde; andere Versionen folgten in diesem Jahr u. a. von Frank Sinatra, in den nächsten Jahren folgten gesungene Interpretationen u. a. von Marlene Dietrich, Julie Andrews, Johnny Mathis, Nina Simone, Mel Tormé, Sarah Vaughan, June Christy, Joni James, Dionne Warwick und Cassandra Wilson. Die Version des Vokalensembles Kirby Stone Four von 1958 wurde für den Grammy nominiert.
Eumir Deodato nahm 1972 für sein CTI-Album Prelude eine Instrumentalversion auf. Weitere Interpretationen stammten u. a. von Ray Brown, dem Benny-Carter/Oscar-Peterson-Quartett, vom Ron Carter/Jim-Hall-Duo, von Eliane Elias, Bill Evans 1964, Benny Goodman, Stan Kenton, Bud Shank/Lou Levy, Dave McKenna/Hall Overton, Wes Montgomery, Gerry Mulligan, George Shearing, Zoot Sims, Marvin Stamm und Ernie Wilkins.